# Sandra Bessudo
Sandra Bessudo (née le 30 mai 1969) est une biologiste et personnalité politique franco-colombienne. Spécialiste de l'environnement, elle a été nommée ministre de l'environnement en Colombie en août 2010[réf. nécessaire], avant d'être conseillère du vice-président de la République de Colombie sur les océans.

## Biographie
Sandra Bessudo, née en Colombie d'une mère belge et d'un père français, a grandi dans son pays natal.
Biologiste marin et écologiste, mais également ministre désignée de l'environnement durable, Sandra Bessudo a travaillé à protéger l'île de Malpelo depuis 1989, et a fait de l'île une zone de protection nationale en 1995. Elle est devenue directrice des Parcs nationaux de la région.
En 1999, elle crée la Fondation de Malpelo, qui permet de préserver la diversité marine colombienne. Depuis 2006, l'île de Malpelo est classée Patrimoine mondial de l'humanité par l'Unesco.

## Distinctions
- Chevalier de l'ordre national du Mérite le 2 mai 2017[1]
- Officier de l'ordre de Grimaldi (2021)[2]